# UNIE
UNIE was een Belgische belgicistische politieke partij. De partij had als belangrijkste programmapunt het voortbestaan van de Belgische staat. Tevens was UNIE voorstander van de Belgische monarchie. De partij werd geleid door Alain Mahiat en Cedric Vloemans. De partij was ontstaan na een fusie van de voormalige Nationale Unie en de UNIE op 30 juli 2006.
Bij de verkiezingen voor het Brussels Hoofdstedelijk Parlement, op 7 juni 2009 behaalde de partij 0,12% van de stemmen.
De partijwerking ging na de verkiezingen van 2009 volledig op in LiDé, de voormalige partij van Rudy Aernoudt, maar UNIE blijft als denktank bestaan.